# Michael Rosenbaum
Michael Owen Rosenbaum (Hempstead (New York), 11 juli 1972) is een Amerikaans televisie-, filmacteur, regisseur, producer en schrijver. Hij is vooral bekend om zijn rol als Lex Luthor van de Superman-televisieserie Smallville.

## Filmografie

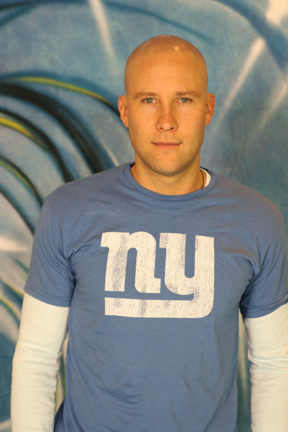
Rosenbaum in 2006

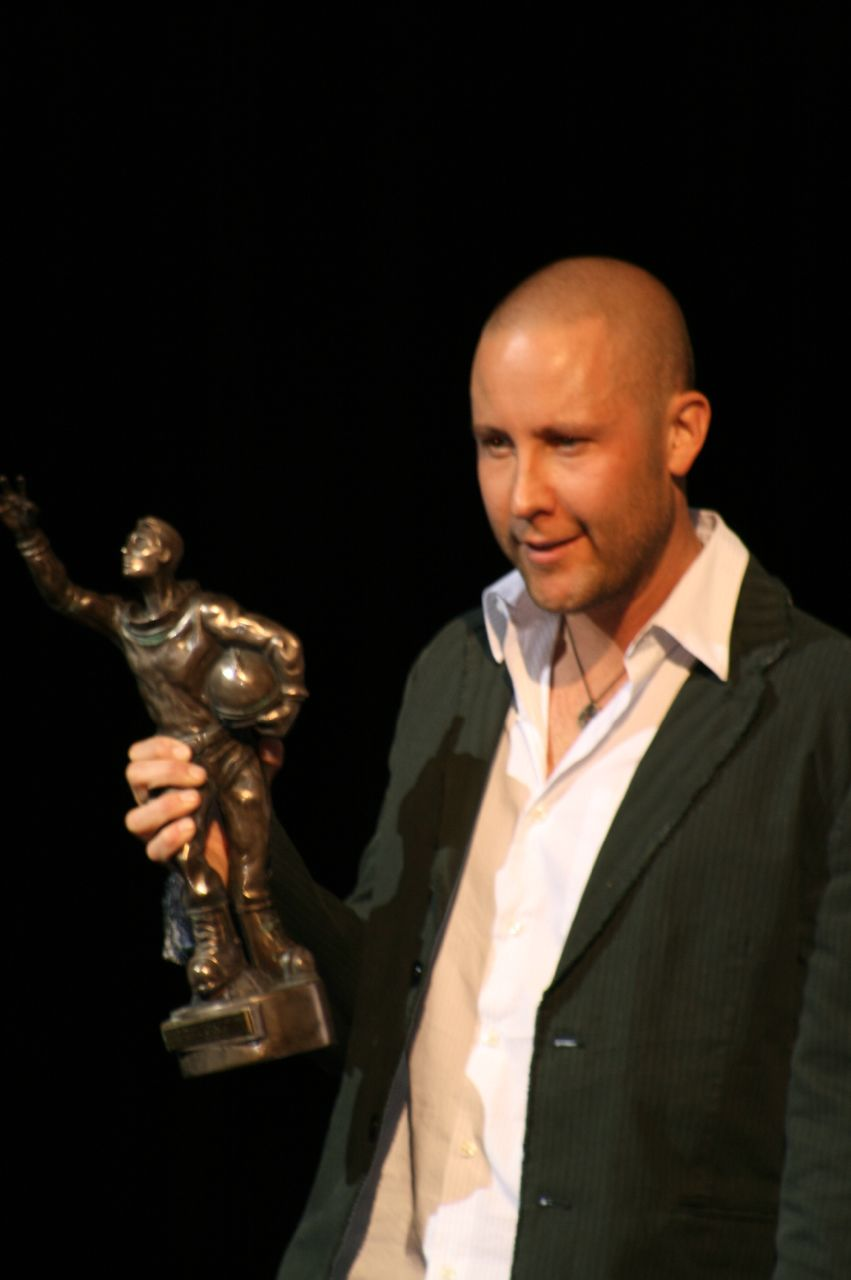
Rosenbaum op het Jules Verne Adventures Film Festival